# Nervilia petaloidea
Nervilia petaloidea är en orkidéart som beskrevs av Cedric Errol Carr. Nervilia petaloidea ingår i släktet Nervilia och familjen orkidéer. Inga underarter finns listade i Catalogue of Life.